# Kenyapotamus
Kenyapotamus és un possible avantpassat dels actuals hippopotàmids. Va viure a Àfrica fa uns 16 o 8 milions d'anys durant el Miocè. El seu nom reflecteix que els seus fòssils es van trobar primer a l'actual Kenya.
Malgrat que se'n sap poc del Kenyapotamus, el seu patró dental té semblances amb el gènere europeu Xenohyus de principi del Miocè. Això porta a concloure que els hippopotami estaven emparentats amb els moderns pecaris i els porcs.
La recent recerca molecular suggereix que els hippopotàmids estan més emparentats amb els cetacis que amb altres artiodàctils.